# ダイムラー・ベンツ DB 605

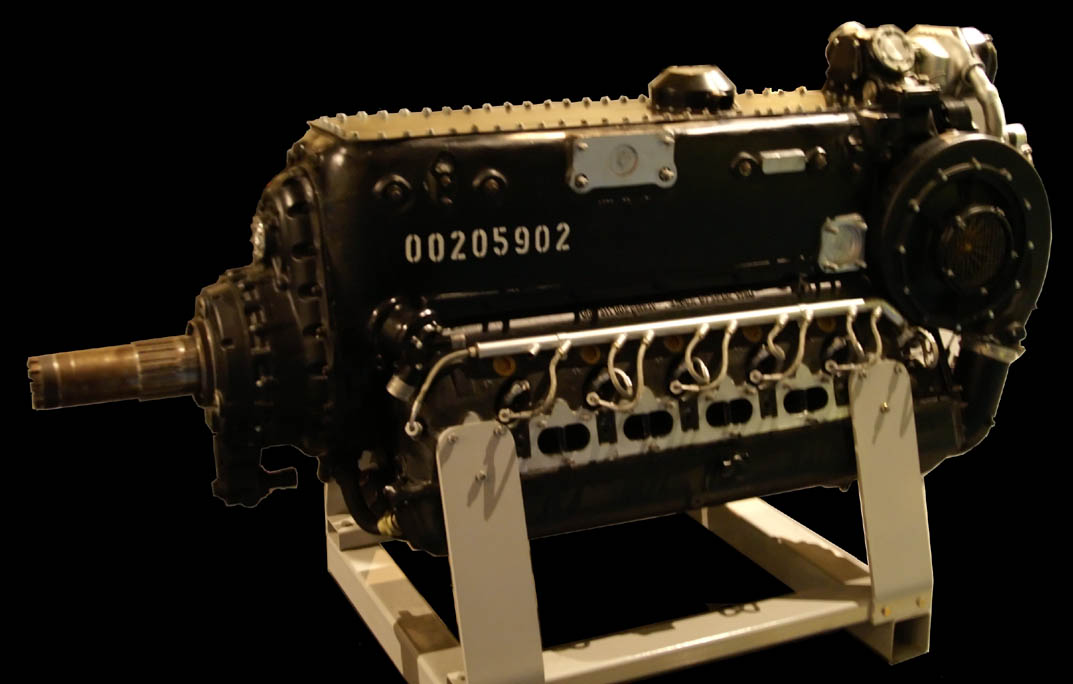
イギリス空軍博物館 (RAF museum) で保存されているDB 605エンジン

DB 605は第二次世界大戦中にドイツのダイムラー・ベンツ（現ダイムラー）で開発された航空機用 液冷 倒立V型12気筒 レシプロエンジン。DB は社名の Daimler-Benz から。以前に同社で開発されたDB 601を元に発展させたエンジンで、大戦中の1942年から1945年までメッサーシュミット Bf 109やBf 110といった軍用機に搭載された。またDB 605を二つ組み合わせて1本のプロペラシャフトを回すようにした派生型DB 610がHe177に使用されている。
イタリアやスウェーデンでライセンス生産されてマッキ MC.205やフィアット G.55、サーブ 21などの機体にも搭載された。

## 特徴

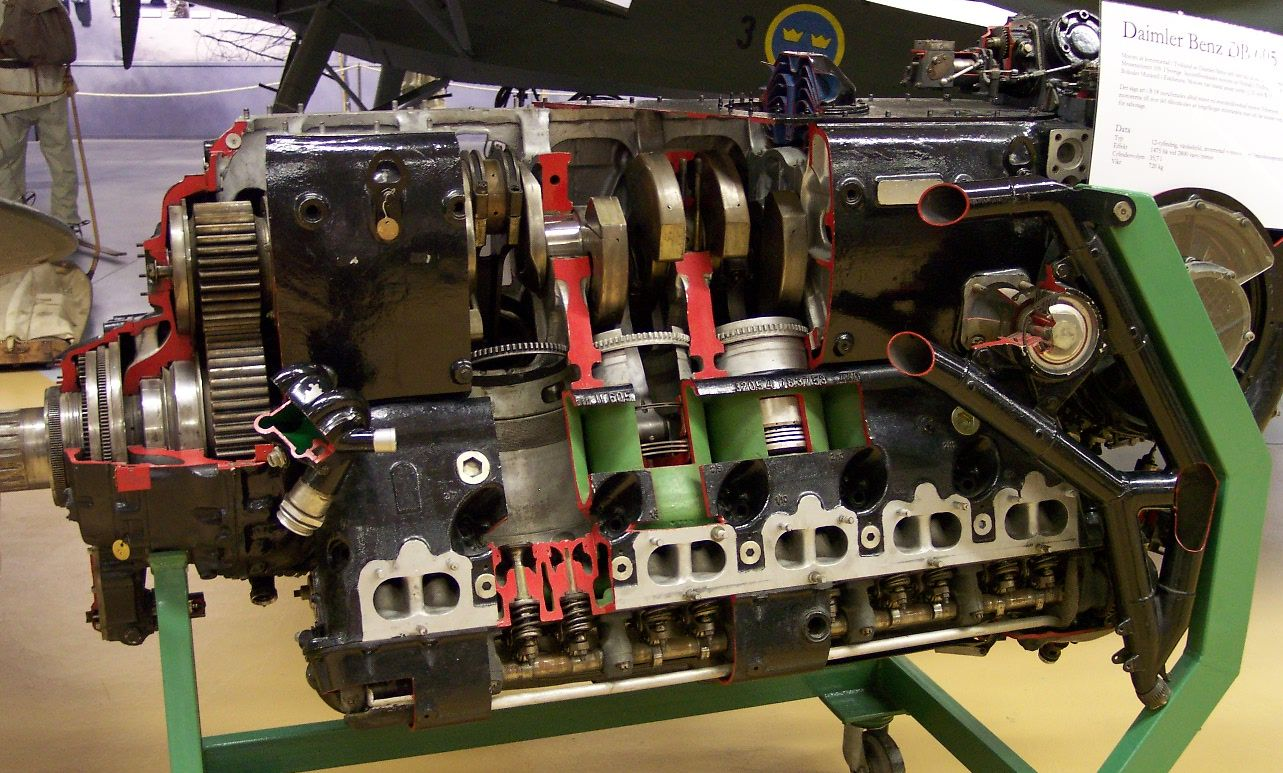
エンジン内部

DB 601との第一の違いは排気量である。開発陣の慎重な分析と研究の結果、DB 601のボア（シリンダ内径）を拡張してもエンジンの強度には深刻な影響が出ないことが確認され、DB 601では150 mmであったのが605では154 mmへと変更されている。一見すると非常にわずかな変化とも思えるが、12シリンダ全体での総排気量は33.9 L（リットル）から35.7 Lへと増加した。バルブタイミングも変更され、1サイクルの吸気時間が長くなり、掃気も改善されたため高回転域の体積効率が高まった。この結果、DB 601では2,600 rpmであった最大回転数が605では2,800 rpmにまで向上した。こうした改良の結果、出力は1,332 hp（馬力）から1,455 hpへと増大した。両エンジンは、外形寸法に至っては全く同一であるほど似通っていたにもかかわらず、重量は700 kgから756 kgへと増大している。
それ以外の基本的な構造はDB 601と同等である。点火系は二重のボッシュ製マグネトー（永久磁石同期発電機）により、各シリンダーにつき2本の点火プラグに着火する。燃料噴射には90バールまで加圧可能な噴射ポンプによる気筒内直接噴射である。潤滑系統は、35 Lのオイルタンクに対してフィードポンプ（圧送用）1つとスカベンジポンプ（回収用）2つによる循環系を組んだドライサンプ方式だった。過給機はエンジンによって直接駆動されるスーパーチャージャー（単段２速遠心式）であり、排気の残存エネルギーを利用するターボチャージャーではなかったものの、外気圧と連動した流体継手によって1速と2速の間が無段階に変速でき、飛行高度に応じた最適な過給が行われるようになっていた。これらの点はDB 601と共通であった。
燃料に関しては、当初は601と同じくオクタン価87のガソリンで動作するように設計されていたが、1944年にはオクタン価100の燃料も使用できるようになった。このとき同時にMW 50（水メタノール噴射装置）やGM-1（酸化窒素噴射装置）のようなブーストシステムを装備できるようになった。大戦後半にドイツの燃料事情の悪化に伴い、オクタン価100クラスの燃料が使用できなくなると、MW50やGM-1が出力補償の手段としてよく使用されるようになった。

## 派生型

### 量産型

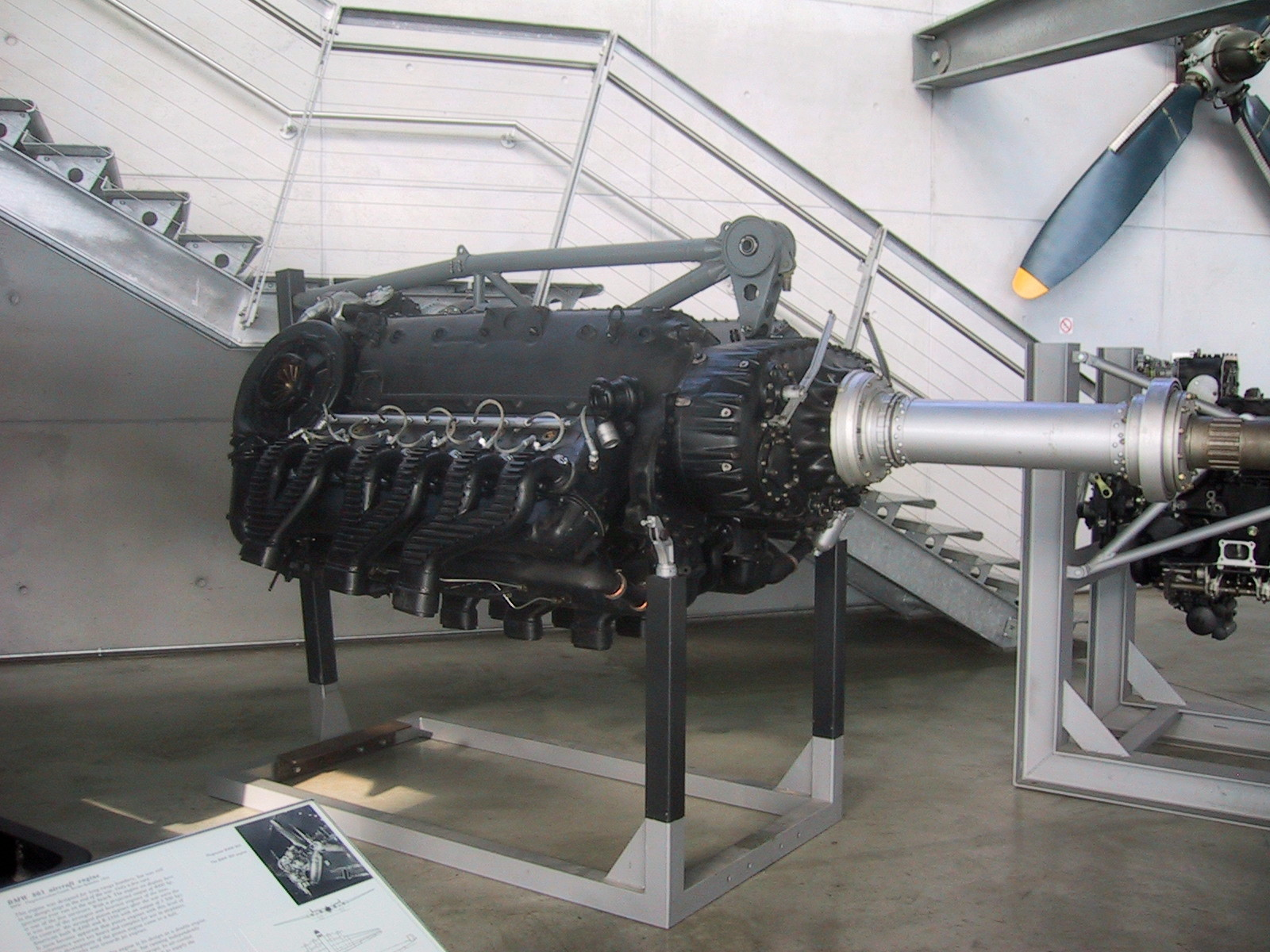
DB 610。二つのエンジンが組み合わさっているのがわかる。

DB 605 A(M)
標準的な型で戦闘機に搭載された。離昇出力は1455hp、MW 50ブースト時の最大出力は1775hp。
DB 605 B(M)
ギアボックスの変更によって、減速比を605 Aの1:1.685から1:1.875とした以外は同一の型。主にBf 110、Me 210などの双発機に搭載された。
DB 605 AS(M)
605 AにDB 603の過給機を装備して高高度性能を向上させた型。最大出力はMW 50不使用時に1415hp、使用時に1775hpであった。
DB 605 ASB(M)
大戦末期にオクタン価87の燃料用に605 ASを改修した型。MW 50を使用することで1775hpまで出力できた。
DB 605 ASC(M)
大戦末期にオクタン価100の燃料用に605 ASを改修した型。MW 50を使用することで1970hpまで出力できた。
DB 605 DM
Dシリーズの初期型でMW 50を使用することで1675hpまで出力できた。
DB 605 DB
オクタン価87の燃料用に605 DMを改修した型。MW 50を使用することで1775hpまで出力できた。
DB 605 DC
オクタン価100の燃料用に605 DMを改修した型。MW 50を使用することで1970hpまで出力できた。
DB 610
DB 605を二つ組み合わせて1本のプロペラシャフトを回すようにした特別仕様型。He 177のエンジンとして開発され、2910hpまで出力できた。

### 原型のみ/計画のみの型
DB 605 BS
605 ASとはシャフトの回転方向が逆の型で双発機向けに提案された。
DB 605 E
605 Dとはシャフトの回転方向が逆の型で双発機向けに提案された。
DB 605 L
605 Dに2段の過給機を搭載した型で、2000hp以上の高出力を狙った。

## 諸元（DB 605 AM）
- タイプ：液冷倒立V型12気筒（Vの角度は60°）
- ボア×ストローク：154 mm × 160 mm
- 排気量：35.7 L
- 全長：2,303 mm
- 直径：845 mm
- 重量：730 kg
- 1シリンダ当りのバルブ数：吸気×2,排気×2（排気バルブはナトリウム冷却、バルブ駆動はOHC）
- 燃料供給方法：直接噴射式
- 圧縮比
  - 7.5:1（87オクタン燃料使用時）
  - 8.5:1（100オクタン燃料使用時）
- 過給機：遠心型機械式1段無変速（流体継手を採用、オプションでMW 50やGM-1のようなブースト装置を装備可能）
- 出力
  - 1,775 hp / 2,800 rpm（離昇時、MW-50使用）
  - 1,677 hp / 2,800 rpm @4,000m（MW-50使用）
  - 1,065 hp / 2,300 rpm @5,500m（巡航時、MW-50不使用）